# Ines Springer

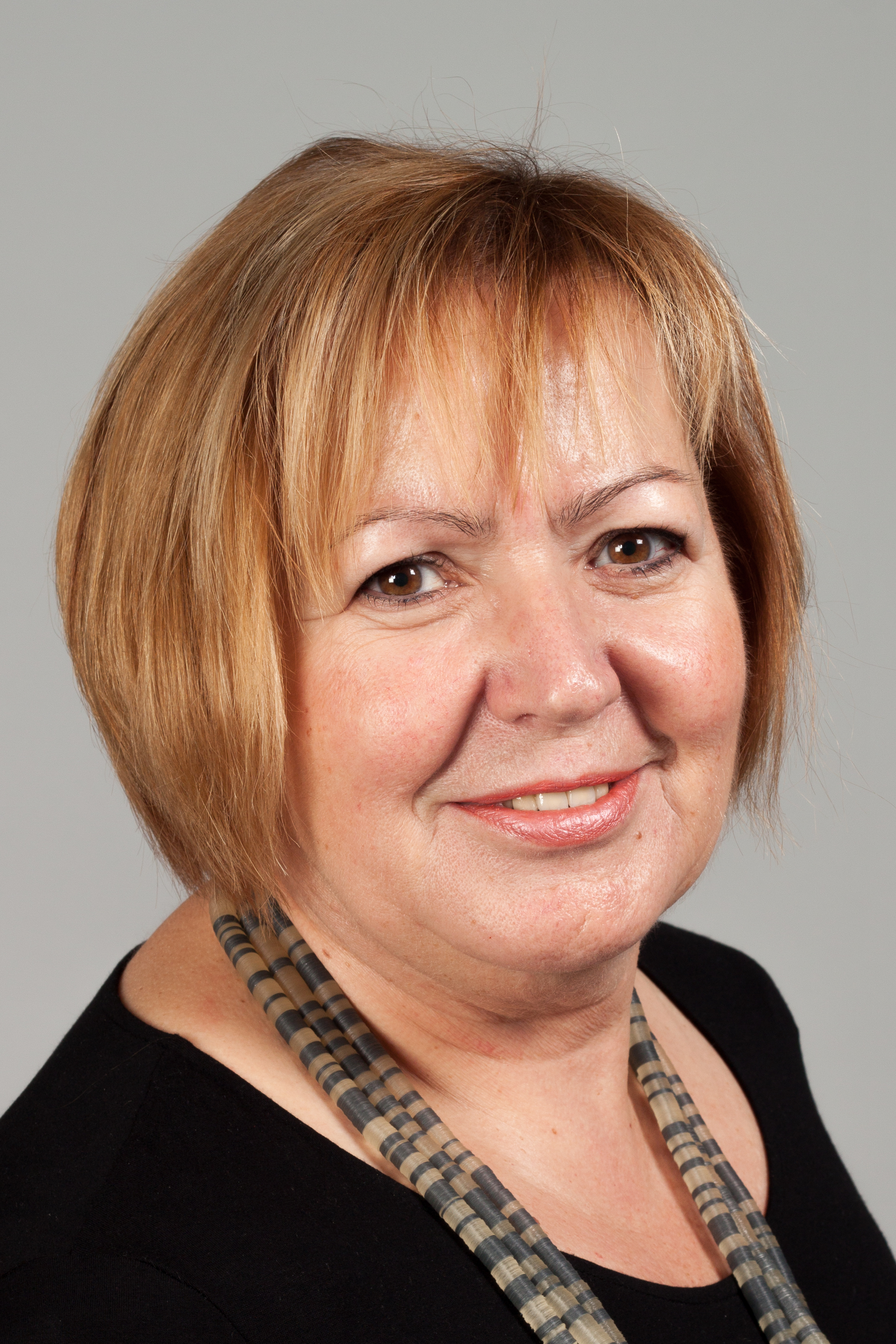
Ines Springer 2013

Ines Springer (* 25. November 1956 in Glauchau) ist eine deutsche Politikerin (CDU). Sie war von 2009 bis 2024 Mitglied des Sächsischen Landtags.

## Leben
Nach dem Erlangen der Mittleren Reife 1973 absolvierte Springer beim VEB Sachsenring Automobilwerke Zwickau eine Ausbildung zum Facharbeiter für Qualitätskontrolle mit Abitur. Von 1976 bis 1980 studierte sie an der Ingenieurhochschule Zwickau (heute: Westsächsische Hochschule Zwickau) und schloss in der Fachrichtung Kraftfahrzeugtechnik als Diplom-Ingenieur ab. Von 1980 bis 1991 war sie beim VEB IFA Karosseriewerke Meerane beschäftigt, zunächst als Konstrukteur und später als Fachplanerin und Versuchsingenieurin. Von 1992 bis 1994 war sie Niederlassungsleiterin der Technoleasing für Mobilien GmbH, anschließend bis 1995 Geschäftsführerin der AHS Auto-Handel & Service GmbH. Seit 1995 ist Springer freiberuflich tätig. 
Springer lebt in Glauchau, ist verheiratet und hat eine Tochter. Sie gehört der evangelisch-lutherischen Konfession an.

## Politik
Springer ist Mitglied der CDU. Sie war Mitglied im Kreisvorstand Zwickau und Beisitzerin im Landesvorstand der CDU Sachsen. Seit 1999 ist sie Stadträtin, hier von 2002 bis 2015 CDU-Fraktionsvorsitzende, und 1. Stellvertreterin des Oberbürgermeisters der Stadt Glauchau. Bei der Landtagswahl 2009 gelang ihr als Direktkandidatin im Wahlkreis Chemnitzer Land 1 mit einem Stimmenanteil von 39,3 % der Einzug in den Sächsischen Landtag. Sie war Mitglied im Ausschuss für Wirtschaft, Arbeit und Verkehr sowie im Ausschuss für Umwelt und Landwirtschaft. Nach der Landtagswahl 2014 war Springer Mitglied im Ausschuss für Umwelt und Landwirtschaft sowie stellvertretende Fraktionsvorsitzende und Schatzmeisterin ihrer Fraktion. Bei der Landtagswahl 2019 wurde sie im Wahlkreis Zwickau 4 mit 36,7 Prozent der Direktstimmen zur Wahlkreisabgeordneten gewählt. Bei der Landtagswahl 2024 kandidierte sie nicht erneut.

## Belege
1. ↑  Landtagswahl Sachsen 2019 Ergebnisse Wahlkreis Zwickau 4, abgerufen am 3. September 2019.

| Personendaten    | Personendaten                   |
| ---------------- | ------------------------------- |
| NAME             | Springer, Ines                  |
| KURZBESCHREIBUNG | deutsche Politikerin (CDU), MdL |
| GEBURTSDATUM     | 25. November 1956               |
| GEBURTSORT       | Glauchau                        |